# Raul Donazar Calvet
Raul Donazar Calvet, noto semplicemente come Calvet (Bagé, 3 novembre 1934 – Porto Alegre, 24 marzo 2008), è stato un calciatore brasiliano, di ruolo difensore.
Centrale difensivo, durante la sua carriera da calciatore ha vinto molti trofei: quattro volte – consecutive – il campionato Gaucho e quattro volte quello Paulista con le maglie di Gremio e Santos. Con la casacca del Santos di Pelé ha trovato la consacrazione vincendo anche quattro titoli brasiliani consecutivi (1961-1964), due Libertadores e due Intercontinentali di fila (1962 e 1963), battendo prima i bi-campioni del Sudamerica del Peñarol nel 1962, poi il Boca Juniors nel 1963 nelle finali della Libertadores, e battendo i campioni d'Europa del Benfica e del Milan nelle edizioni del 1962 e del 1963 della Coppa Intercontinentale.
Tra il 1960 e il 1962 è stato anche convocato nella Seleçao, scendendo sul terreno di gioco con la maglia verdeoro in undici occasioni.

## Palmarès

### Competizioni statali
- Campionato Gaúcho: 4

Grêmio: 1956, 1957, 1958, 1959
- Campionato paulista: 4

Santos: 1960, 1961, 1962, 1964

### Competizioni nazionali
- Taça Brasil: 4

Santos: 1961, 1962, 1963, 1964
- Torneo Rio-San Paolo: 1

Santos: 1963

### Competizioni internazionali
- Coppa Libertadores: 2

Santos: 1962, 1963
- Coppa Intercontinentale: 2

Santos: 1962, 1963